# گورستان آشوریان
قبرستان آشوریان مربوط به سدهٔ ۷ ه.ق است و در اورمیه، کنار بلوار شهید رجایی واقع شده و این اثر در تاریخ ۲۵ اسفند ۱۳۷۹ با شمارهٔ ثبت ۳۳۲۳ به‌عنوان یکی از آثار ملی ایران به ثبت رسیده است.